# شرق ساتون
شرق ساتون هو تجمع سكاني يقع على بعد حوالي 6 أميال جنوب شرق ميدستون في كينت، إنجلترا.

## نبذة
يحتوي على سجن للنساء وتحتوي على كنيسة سانت بيتر وكنيسة القديس بولس. اعتاد الملك إدوارد السابع زيارة القرية لإجراء اتصالات مع عشيقته، أليس كيبل في بليجر هاوس، على الحدود مع سوتون فالينس.

## روابط خارجية
- موقع شرق ساتون نسخة محفوظة 13 مارس 2010 على موقع واي باك مشين.